# The Days of Grays
The Days of Grays é o sexto álbum de estúdio da banda Finlandesa de power metal Sonata Arctica, lançado em setembro de 2009.

## História
O tecladista da banda, Henrik Klingenberg, descreveu o álbum como:
| “ | um pouco mais sombrio e talvez não tão complexo quanto o Unia de 2007. Contudo, definitivamente não é um álbum "de-volta-às-raízes" com power metal rápido. Todas as marcas registradas do Sonata estão nele, solos, muita cantoria (e) algumas canções mais lentas | ” |

O primeiro single é "The Last Amazing Grays", lançado em agosto de 26 na Finlândia. O segundo foi o single denominado "Flag in the Ground". A capa desse segundo single foi escolhida após um concurso no qual fãs podiam mandar suas próprias obras para serem usadas como capa do single descrito num comunicado à imprensa como "uma empolgante história sobre um jovem casal lutando para obter sua liberdade e sua própria terra na América do Norte no começo do século XIX. O vencedor do concurso foi o finlandês Simo Heikkinen.
"Flag in the Ground" é uma regravação de BlackOut, da demo Friend 'till the End. Boa parte das músicas do álbum são "sobras" do álbum anterior (Unia), composições feitas durante e após a turnê do Unia.
O nome originalmente seria Deathaura (nome de uma das canções presentes), um nome que, segundo Henrik, seria mais apropriado para uma banda de death metal. O tecladista acredita que o nome tenha sido sugerido por um amigo do vocalista Tony Kakko quando este jogava World of Warcraft.
A faixa "Juliet" continua a chamada saga Caleb, que começou em Ecliptica ("The End of This Chapter"), continuou em Reckoning Night ("Don't Say a Word"), Unia ("Caleb") e continua em The Ninth Hour ("Till Death's Done Us Apart") e Talviyö ("The Last of the Lambs").

## Faixas
Letras por Tony Kakko, arranjos por Sonata Arctica
1. "Everything Fades to Gray (instrumental)"
2. "Deathaura"
3. "Last Amazing Grays"
4. "Flag in the Ground"
5. "Breathing"
6. "Zeroes"
7. "The Dead Skin"
8. "Juliet"
9. "No Dream Can Heal a Broken Heart"
10. "As If The World Wasn't Ending"
11. "The Truth Is Out There"
12. "Everything Fades to Gray" (versão completa)

Faixa bônus da edição limitada
1. "In The Dark " (Bonus Track) – 5:22

CD orquestral bônus da edição limitada
1. "Deathaura" –  7:57
2. "The Last Amazing Grays" – 5:10
3. "Flag in the Ground " – 3:55
4. "Juliet" – 6:02
5. "As If the World Wasn't Ending" – 3:56
6. "The Truth Is out There" – 5:07
7. "In the Dark" – 5:22

Faixa bônus da edição dos EUA
1. "In My Eyes You're a Giant" – 4:42

Faixas bônus da edição japonesa
1. "Nothing More" – 3:55
2. "In My Eyes You're a Giant" – 4:42

CD ao vivo bônus da edição japonesa - Bootleg oficial ao vivo pela Europa em 2008
1. "Paid in Full (na França)" – 4:26
2. "Black Sheep (na Italy)" – 5:56
3. "Draw Me (Live in Switzerland)" – 4:06
4. "It Won't Fade (Live in France) " – 6:22
5. "Replica (Live in Switzerland)" – 4:38
6. "Don't Say a Word (Live in Switzerland) " – 6:08

## Músicos

### Sonata Arctica
- Tony Kakko – vocais, teclados adicionais
- Elias Viljanen – guitarras
- Marko Paasikoski – baixo
- Henrik Klingenberg – teclados, órgão Hammond
- Tommy Portimo – bateria

### Músicos convidados
- Johanna Kurkela – vocais femininos em "Deathaura" e "No Dream Can Heal a Broken Heart"
- Perttu Kivilaakso (do Apocalyptica) – Violoncelo em "Everything Fades to Gray" (Instrumental), "Zeroes", "The Truth Is out There", "Everything Fades to Gray" (versão completa) e "In My Eyes You're a Giant"

## Histórico de lançamento
| Região           | Data                   |
| ---------------- | ---------------------- |
| América do Sul   | 8 de setembro de 2009  |
| Finlândia        | 16 de setembro de 2009 |
| Japão            | 16 de setembro de 2009 |
| Europa           | 18 de setembro de 2009 |
| América do Norte | 22 de setembro de 2009 |